# Самоанско-тонганские отношения
Самоанско-тонганские отношения — двусторонние отношения между странами Тонга и Самоа, берущие начало ещё со времён народа Лапита.

## История
Народ Лапита прибыл на острова, ныне принадлежащие Самоа и Тонга в далёкие времена, точной даты нет. Также неизвестный срок самоанцы находились под контролем Тонга, однако после победы самоанцев в войне за освобождение своей страны от оккупации войска Тонганской империи бежали с островов.

## Отношения между странами сейчас
В настоящее время отношения между двумя государствами хорошие, оба государства входят в многие организации, например: ООН, Содружество наций, Форум тихоокеанских островов.